# Seuthes vestitus
Seuthes vestitus är en skalbaggsart som först beskrevs av Thomson 1864.  Seuthes vestitus ingår i släktet Seuthes och familjen långhorningar. Inga underarter finns listade i Catalogue of Life.